# (1346) Gotha
(1346) Gotha – planetoida z pasa głównego asteroid okrążająca Słońce w ciągu 4 lat i 98 dni w średniej odległości 2,63 au. Została odkryta 5 lutego 1929 roku w Landessternwarte Heidelberg-Königstuhl w Heidelbergu przez Karla Reinmutha. Nazwa planetoidy pochodzi od miasta Gotha w Turyngii, gdzie znajdowało się nieczynne obecnie Seeberg-Sternwarte, którego pierwszym dyrektorem był Franz Xaver von Zach. Przed nadaniem nazwy planetoida nosiła oznaczenie tymczasowe (1346) 1929 CY.